# Fred Nardin
Frédéric Nardin (Saint-Remy, Département Haute-Saône, Bourgogne, 1987) is een Franse jazzpianist, -organist, -componist en arrangeur.
Nardin begon op zijn vijfde piano te spelen, vanaf zijn tiende ging hij naar het conservatorium in Chalon-sur-Saône, waar hij les in klassieke piano kreeg. Later stapte hij hier over op de jazz en studeerde hij er compositie en arrangement bij Sylvain Beuf. Toen hij 18 was haalde hij het 'Diplôme d'Études Musicales'. Vanaf 2013 werkte hij met de Amazing Keystone Big Band, waarmee hij zijn eerste opnames maakte (Pierre et le Loup et le Jazz), tevens was hij actief in het Switch Trio (At Home!, 2015). Met het kwartet van Jon Boutellier en gastvocaliste Cécile McLorin Salvant speelde hij in 2015 op het Jazzfest Berlin  en nam hij het album Watts op. Verder was hij betrokken bij opnames van Sophie Alou, Véronique Hermann Sambin, Gaël Horellou (Roy, 2014), Patricia Bonner en Jean-Philippe Scali. Hij werkte als orkestleider mee aan de plaat Paris (2014) van zangeres Zaz. In 2017 ontving hij de Prix Django Reinhardt.